# John Carl Parker
John Carl Parker (1926) è un compositore statunitense di colonne sonore per film e serie TV, tra cui CHiPs, Dallas, Trapper John e Alla conquista del West.
Ha avuto una nomination al Primetime Emmy Awards del 1984.

## Filmografia parziale

### Cinema
- Darker than Amber, regia di Robert Clouse (1970)
- Corky, regia di Leonard Horn (1972)
- Witches' Brew, regia di Richard Shorr (1980)

### Televisione
- Selvaggio west (The Wild Wild West), serie TV, 1 episodio (1969)
- Dove vai Bronson? (Then Came Bronson), serie TV, 4 episodi (1969-1970)
- Pepper Anderson - Agente speciale (Police Woman), serie TV, 3 episodi (1974)
- Gunsmoke, serie TV, 50 episodi (1967-1975)
- Cannon, serie TV, 9 episodi (1971-1975)
- Sulle strade della California (Police Story), serie TV, 3 episodi (1975-1976)
- Medical Center, serie TV, 53 episodi (1969-1976)
- CHiPs, serie TV, 4 episodi (1977-1978)
- Barnaby Jones, serie TV, 3 episodi (1973-1978)
- Alla conquista del West (How the West Was Won), serie TV, 2 episodi (1979)
- Trapper John (Trapper John, M.D.), serie TV, 139 episodi (1979-1986)
- Dallas, serie TV, 59 episodi (1978-1991)